# 사이클로세린
사이클로세린(Cycloserine)은 결핵균에 유효한 항생제이다. 대부분의 결핵 치료에서 2차 약제로 분류된다. 이 약은 1차 약제 중 1종류 이상이 사용할 수 없게 되었을 경우에만 고려된다.
원칙적으로 다른 세균에도 잘 대항하지만, 결핵 외의 감염의 경우에는 잘 쓰이지 않는다.

## 사용 및 부작용
공포증, 우울증, 조울증, 조현증에서 노출 요법(exposure therapy)의 보조 치료제로 시도되고 있다. 고셔병의 치료에도 실험적으로 사용되고 있다.
만성적인 고통의 치료에 D-사이클로세린(d-4-amino-3-isoxazolidinone)이 효과가 있을 수 있다는 최근의 연구가 있다.
부작용의 징후는 주로 중추신경계에 나타난다. 즉, 두통, 흥분, 우울, 정신발작 등이다. 피리독신을 함께 투여하면 중추신경계 부작용의 일부(예를 들면, 발작)를 줄일 수 있다.
D-사이클로세린은 글리신 수용기에서 부분 작동제(partial agonist)로, 유인원에서의 파킨슨 병의 사례에서 인지를 향상시키는 성질이 있음이 입증되어 왔다.